# Italo Nicoletto

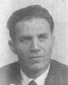

Italo Nicoletto (Oberhausen, 15 luglio 1909 – Brescia, 5 dicembre 1992) è stato un politico e partigiano italiano.

## Biografia
Nasce in Germania, nella regione della Renania Settentrionale-Vestfalia, da Napoleone e Regina Conti, emigranti. Viene affidato appena nato ai nonni materni che lo riconducono in Italia, a Quinzano d'Oglio. Influenzato dalle idee socialiste familiari, si avvicina prima al Partito Socialista Italiano e nel 1925 aderisce al Partito Comunista d'Italia, formatosi quattro anni prima.
Viene arrestato nel 1927 per attività sovversive, e condannato, nel 1928, a tre anni di reclusione, scontati nel carcere di Viterbo. L'anno successivo rifiuta di chiedere la grazia, e per questo motivo, terminata la pena, viene confinato a Lipari. La pena viene estinta anticipatamente per permettere a Nicoletto di adempiere agli obblighi di leva, che svolge a Milano. Tornato a Brescia, si adopera per ricostituire l'organizzazione comunista in clandestinità, ma nel 1932 viene nuovamente arrestato e confinato a Ponza. Rientra nella sua città adottiva nel 1937, ma è costretto ad allontanarsi con la moglie, emigrando in Francia dove si unisce al gruppo dirigente comunista espatriato nel paese transalpino. Volontario nelle brigate internazionali nella guerra di Spagna, parte nel 1938 rimanendo ferito lo stesso anno e rientrando quindi al confino in compagnia di Luigi Longo. Attivo nella Resistenza francese, viene arrestato nel 1943 a Nizza e condannato a sette anni di reclusione in Italia. Nel 1944 viene liberato dalla prigione di Torino insieme ad Emilio Sereni, e si aggrega al movimento di Resistenza nelle Brigate Garibaldi attive nelle Langhe.
Al termine del conflitto assume ruoli dirigenziali nel Partito Comunista Italiano lombardo. Nel 1953 è sindaco del suo paese d'adozione, mentre viene eletto alla Camera dei deputati dalla I alla IV legislatura, dal 1948 al 1968, e al Senato nella IX, dal 1983 al 1987.